# Pampoconis punctipennis
Pampoconis punctipennis är en insektsart som beskrevs av Meinander 1973. Pampoconis punctipennis ingår i släktet Pampoconis och familjen vaxsländor. Inga underarter finns listade i Catalogue of Life.